# Emma Twigg
Emma Twigg, novozelandska veslačica, * 1. marec 1987, Napier.
Twiggova je za Novo Zelandijo nastopila v enojcu na Poletnih olimpijskih igrah 2008 v Pekingu, Poletnih olimpijskih igrah 2012 v Londonu in na Poletnih olimpijskih igrah 2016 v Rio de Janeiru.